# Адельгейда Зондербург-Глюксбургская
Адельгейда Луиза (нем. Adelheid Luise von Schleswig-Holstein-Sonderburg-Glücksburg, 19 октября 1889, поместье Грюнхольц, королевство Пруссия — 11 июня 1964, Зальцбург) — принцесса Шлезвиг-Гольштейн-Зонденрбург-Глюксбургская из династии Глюксбургов, дочь герцога Фридриха Фердинанда и принцессы Каролины Матильды Шлезвиг-Гольштейн-Зондербург-Августенбургской, дочери князя Фридриха III Сольмс-Барутского.

## Биография

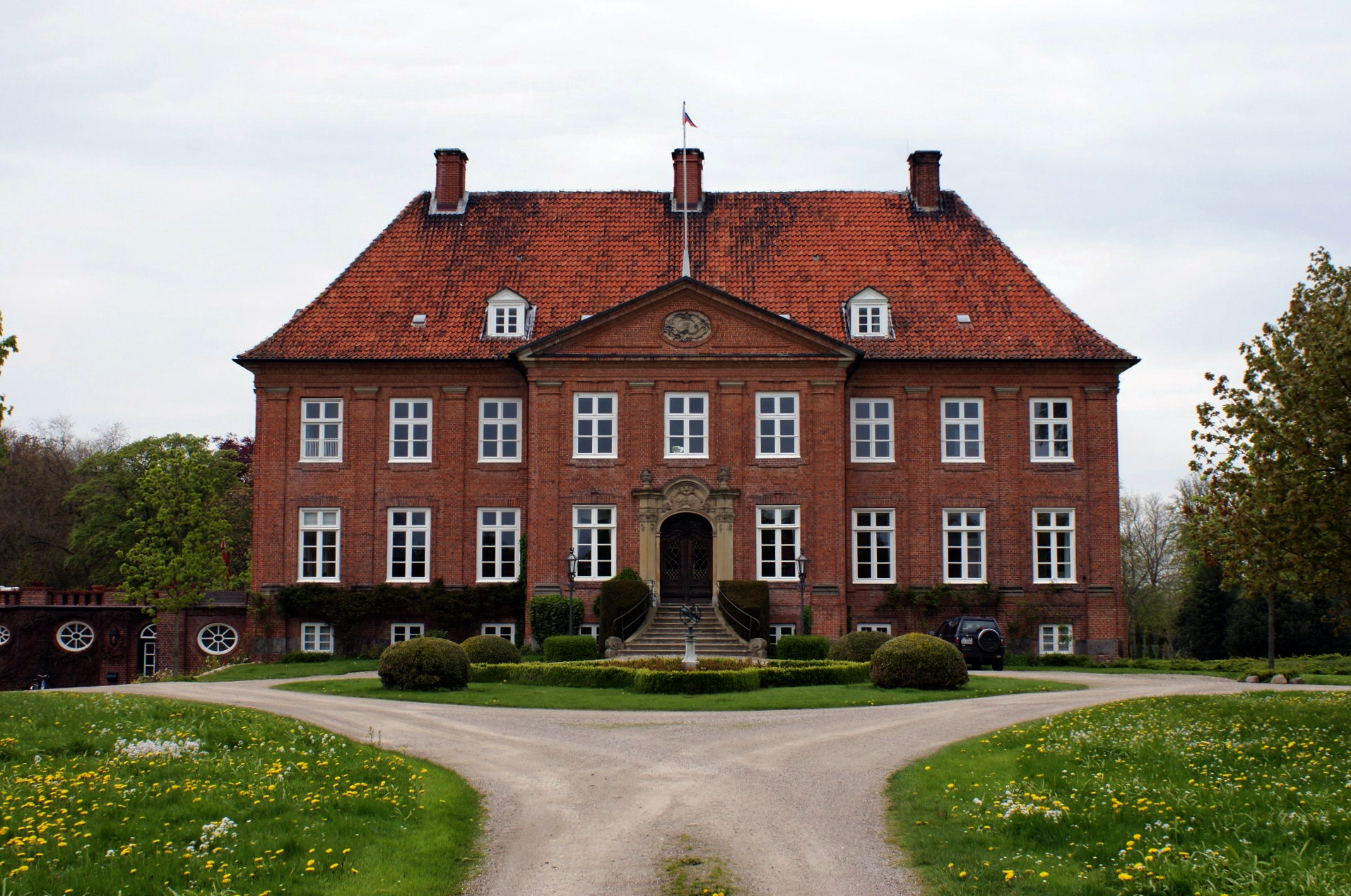
Место рождения принцессы — дворец Грюнхольц.

Адельгейда родилась 19 октября 1889 года в имении Грюнхольц в Шлезвиг-Гольштейне. Она была четвёртым ребёнком и четвёртой дочерью в семье герцога Шлезвиг-Гольштейн-Зондербург-Глюксбургского Фридриха Фердинанда и его жены Каролины Матильды Матильда Шлезвиг-Гольштейн-Зондербург-Августенбургской. Девочка имела старших сестер Викторию Аделаиду, Александру Викторию и Елену. Впоследствии родилась младшая сестра Каролина Матильда и брат Вильгельм Фридрих.
Жила семья в имении Грюнхольц и Глюксбургском замке.
Во время Первой мировой Фридрих осуществлял управление имениями отца, поскольку Фридрих II, будучи военным, находился при Генеральном штабе. В 1920 году после его смерти, Фридрих унаследовал титул и владения. В ведении семьи находились Барутский замок и замок Кличдорф в Нижней Силезии.
Во время Второй мировой Фридриха арестовало гестапо, а замок Кличдорф был экспроприирован нацистами. Адельгейде было отведено 24 часа, чтобы упаковать вещи и уехать. После увольнения мужа в марте 1945 года, семья переехала в Швецию, где некоторое время жила во дворце Хага, а оттуда — эмигрировала в Намибию.
Ферма, на которой они поселились в 1948 году находилась в их собственности от 1937 года. Земельный участок был размером 49 582 гектар и использовался преимущественно для нужд овцеводства.
В Намибии Фридрих и умер после тяжелой операции. Адельгейда пережила мужа на тринадцать лет и ушла из жизни 11 июня 1964 года в Зальцбурге.

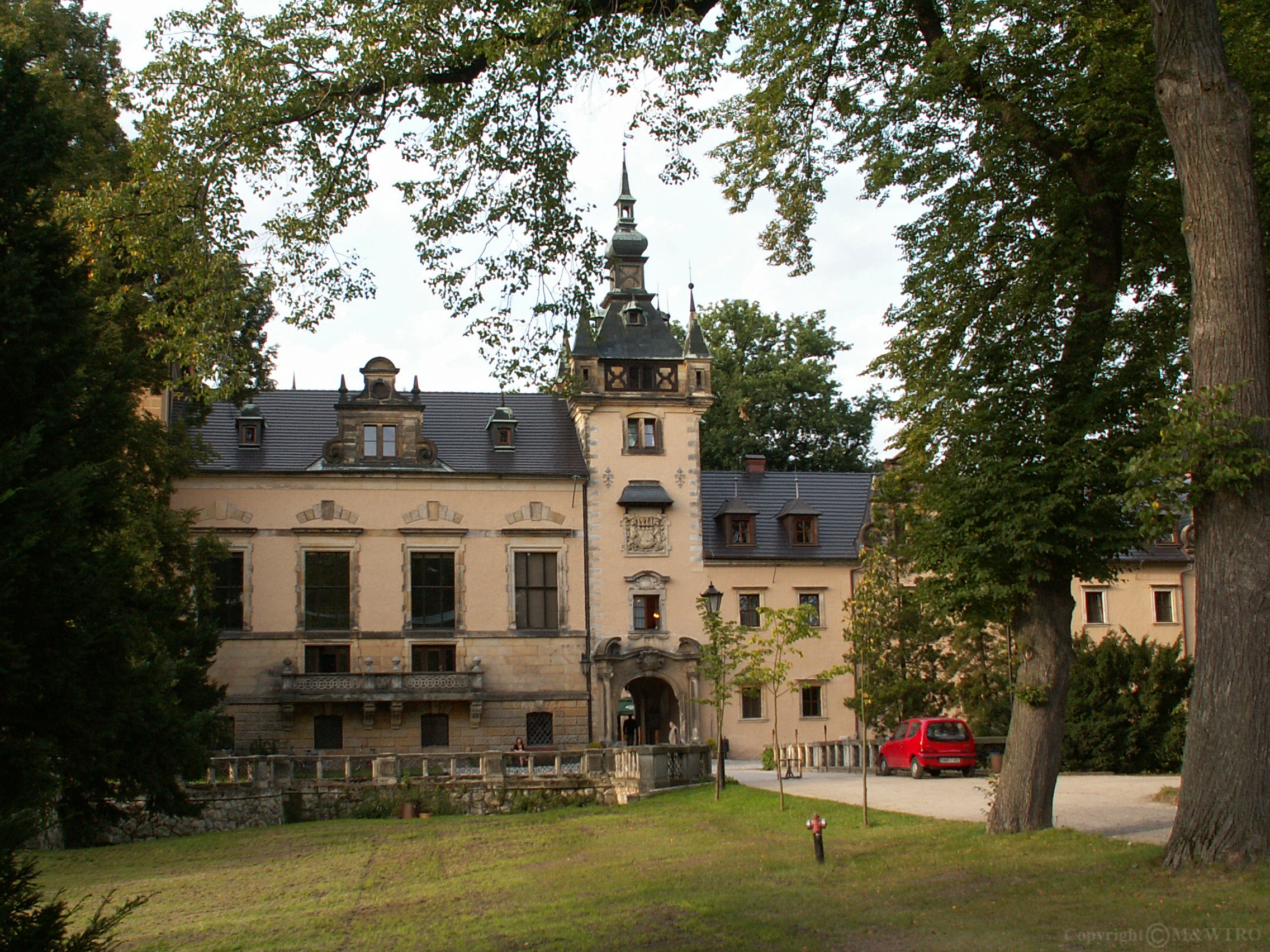
Дворец Кличдорф.

## Семья и дети
В возрасте 24 лет Адельгейда вышла замуж за 28-летнего принца Сольмс-Барутского Фридриха Германа, старшего сына князя Фридриха II. Свадьба состоялась 1 августа 1914 года в лютеранской Фриденскирхе, находящейся в парке дворца Сан-Суси в Потсдаме. У супругов родилось пятеро детей:
- Фредерика Луиза (1916—1989) — графиня Сольмс-Барутская, замужем не была, детей не имела;
- Феодора (1920—2006) — была замужем за Гертом Шенком, впоследствии за князем Карлом Адольфом Ауэрсперским, имела троих детей от обоих браков;
- Роза (1925—2008) — была дважды замужем, имела двух детей от первого брака;
- Фридрих (1926—2006) — следующий князь Сольмс-Барутский, был женат на баронессе Биржитте Берхем-Кёнигсфельд, имел двух сыновей;
- Каролина Матильда (1929—2016) — супруга Иоганна Штендереена.